# 녹림의 난
녹림의 난(綠林- 亂)은 신나라에 반하여 형주의 녹림산에서 왕광과 왕봉이 일으킨 난이다. 산둥 지방의 번숭이 일으킨 적미의 난과 함께 신나라에 저항한 봉기의 대표적 사례로 손꼽힌다.
녹림(綠林)이란 전한(前漢)시대 말 왕광, 왕봉 등이 녹림산(綠林山)에 숨어살던 도적 떼를 이끌고 이른바 ‘녹림의 난’이라는 반란을 일으킨 데서 유래한 말로, 지금에 와서는 도적질을 일삼는 화적이나 도둑의 소굴을 이르는 말이다.